# Ichneumon heinrichi
Ichneumon heinrichi är en stekelart som först beskrevs av Gupta 1987.  Ichneumon heinrichi ingår i släktet Ichneumon, och familjen brokparasitsteklar. Inga underarter finns listade.